# GLN (기업)
GLN은 대한민국의 GLN International ( 한국어 : 지엘엔인터내셔널 )이 제공하는 글로벌 금융 서비스의 총칭이자 회사명이다.
GLN은 글로벌 지급결제 네트워크 사업을 위해 2021년 7월 하나은행으로부터 분사하여
전세계 금융기관과 전자 지갑을 하나의 금융 네트워크로 융합하기 위한 글로벌 서비스 체인을 구축하고 있다.
| GLN International |                                                                       |
| 소재지            | 대한민국 서울특별시 강남구 테헤란로 217 8층                           |
| 대표              | 이석                                                                  |
| 모기업            | 하나금융그룹                                                          |
| 슬로건            | 지구생활자의 금융자유, GLN Global Life Navigator                      |
| 서비스            | 글로벌 QR결제 · 글로벌 QR출금(ATM) · 글로벌 송금 · 유학생 등록금 납부 |
| 웹사이트          | GLN 홈페이지                                                          |

## 제공 서비스

### GLN 글로벌 QR결제
해외 제휴 사용처에서 QR · 바코드를 이용한 온 · 오프라인 간편결제 및 정산 서비스를 제공
사용가능 앱 : 하나원큐, 토스, KB 국민지갑, iM뱅크, 하나머니, GLN
사용가능 지역 : 캄보디아, 싱가포르, 일본, 대만, 라오스, 태국, 괌/사이판/하와이

### GLN 글로벌 QR출금 (ATM)
별도의 준비 - 환전없이 간편하게, 휴대폰 만으로 가능한 해외 ATM 출금 서비스
사용가능 앱 : 하나원큐, 하나머니, 카카오페이, KB국민지갑
사용가능 지역 : 베트남, 일본, 라오스

### GLN 글로벌 송금
해외 거주자들이 쉽고 안전하게 국내로 송금할 수 있는 '해외송금 서비스' 

### 유학생 등록금 납부
한국에서 공부하는 외국 학생들이 모국에서 사용하는 e-Wallet을 통해 대학 등록금을 납부하는 서비스